# Mikrocirkulace
Mikrocirkulace je pojem označující oběh tělních tekutin (krve, tkáňové tekutiny, lymfy) na úrovni jednotlivých tkání. Základem mikrocirkulace jsou drobné krevní a lymfatické cévy. Porucha mikrocirkulace má za následek zhoršení výživy tkání. Opakem mikrocirkulace je makrocirkulace, tedy oběh krve celým organismem.

## Cévy podílející se na mikrocirkulaci

### Arterioly
Arterioly jsou drobné tepénky o průměru do 100 mikrometrů. Ve stěně mají četné buňky hladké svaloviny, pomocí kterých mohou regulovat průsvit a tedy i tok krve do tkáně.

### Kapiláry
Kapiláry jsou tenkostěnné cévy, ve kterých dochází k výměně živin a plynů mezi tkání a krví.

### Venuly
Venuly jsou tenké žíly do průměru 200 mikrometrů, odvádějí většinu tekutin z kapilár.

### Lymfatické cévy
Lymfatické cévy odvádějí z tkání tekutinu, která se neodvede v žilách.

## Fyzikální děje v kapilárách
V kapilárách se uplatňuje řada fyzikálních a fyzikálně-chemických dějů, které usnadňují výměnu kyslíku a živin:
- ultrafiltrace
- osmóza
- změny disociační křivky hemoglobinu

## Poruchy mikrocirkulace
Poruchy mikrocirkulace jsou příčinou nebo průvodním jevem řady onemocnění nebo patologických stavů. Jedná se například o následující onemocnění:
- edém
- infarkt myokardu
- ischemická choroba srdeční
- ischemická choroba dolních končetin